# کلارکسویل (آرکانزاس)
کلارکسویل یکی از شهرهای ایالت آرکانزاس در آمریکا می باشد. این شهر در شهرستان جانسون قرار دارد. جمعیت این شهر در سال ۲۰۱۰، ۹٬۲۵۱ نفر براورد شد.

## موقعیت جغرافیایی
موقعیت جغرافیایی شهرها و مناطق اطراف به شرح زیر است: